# هجوم بودابست

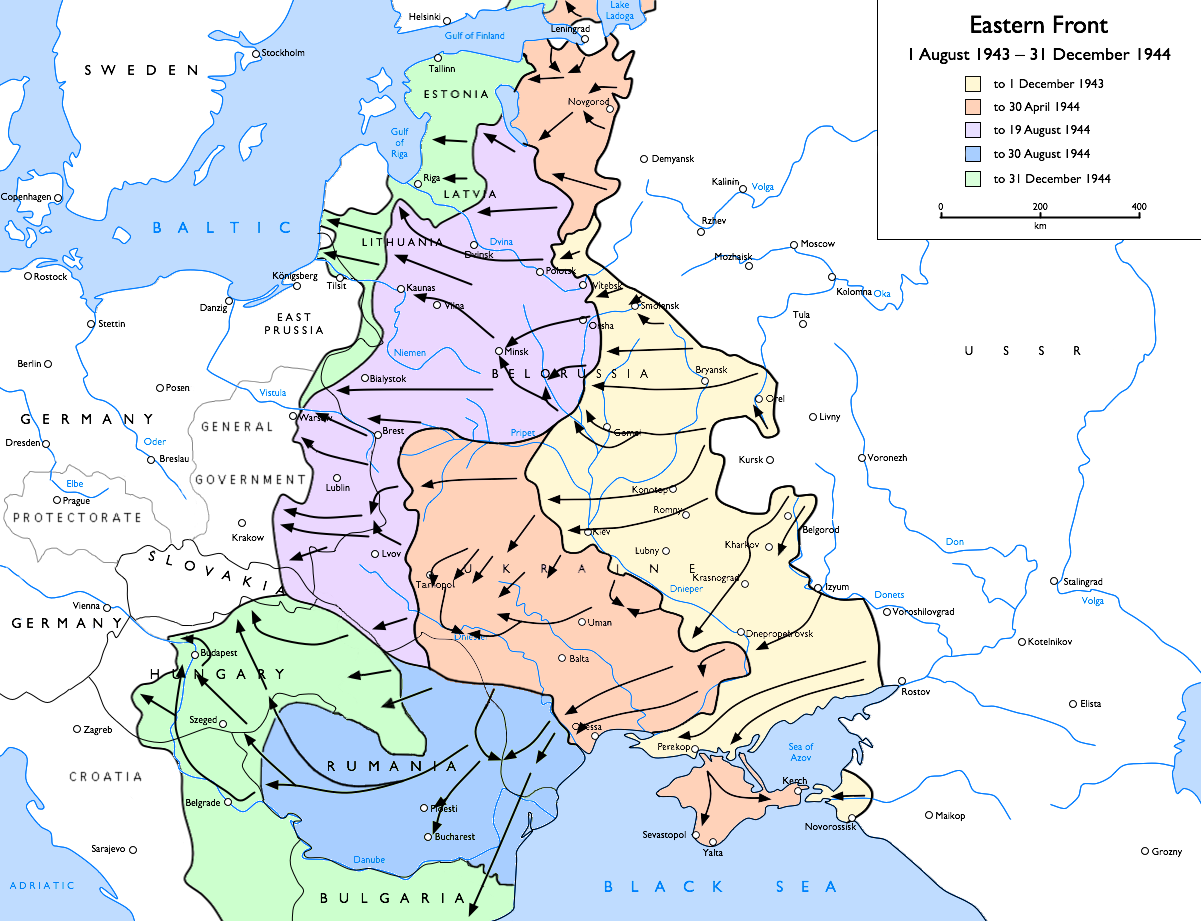
هجوم بودابست والهجمات السوفيتية على البلقان مظللين بالأخضر جنوب الخريطة.

هجوم بودابست واحد من العمليات الهجومية الشاملة التي قامت بها القوات السوفيتية ضد القوات الألمانية النازية والقوات الحليفة المتمركزة في الأراضي المجرية، واستمر هذا الهجوم طوال الفترة الممتدة بين 29 أكتوبر 1944 وحتى سقوط بودابست في 13 فبراير 1945.

## الأحداث السابقة
بعد تأمين القوات السوفيتية للأراضي الرومانية في أعقاب هجوم ياشي-كيشينيف الثاني استمرت القوات السوفيتية في الزحف نحو البلقان، حيث تمكن الجيش الأحمر من احتلال بوخارست في 31 أغسطس بعدها انطلق غربا صوب جبال كاربات في المجر وجنوبا نحو بلغاريا مما أعطى القوات المتقدمة فرصة الاستمرارية في دفع القوات الألمانية بعيدا عن محور وارسو-برلين المركزي، كما منح الجيش الأحمر الفرصة في تطويق الجيش الألماني السادس للمرة الثانية وكذلك إجبار الجيش الألماني الثامن على الانسحاب غربا نحو المجر بعد قطع الاتصال بينه وبين مجموعة جيوش جنوب أوكرانيا التابع لها.

## الهجوم

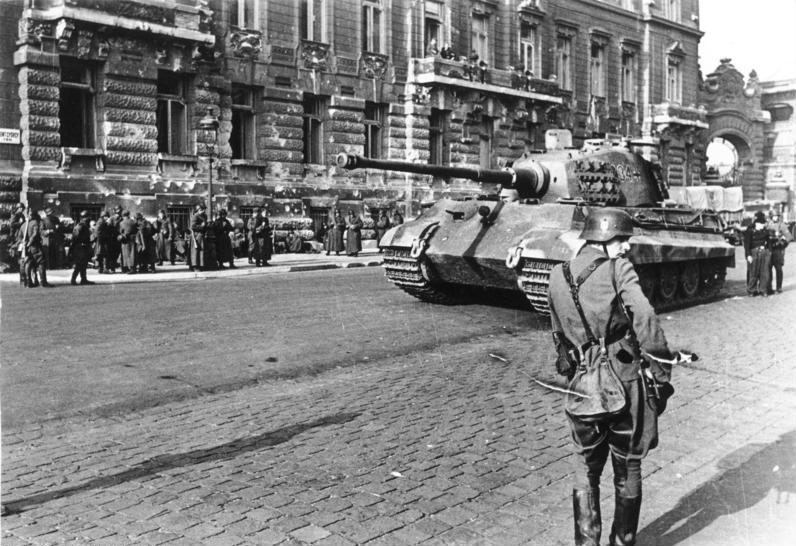
صورة الأرشيف الفيدرالي

ومع نهاية أكتوبر 1944 انطلقت الجبهات الأوكرانية الثلاثة؛ الثانية والثالثة والرابعة نحو المجر، وبعد تمكنهم من عزل العاصمة المجرية في ديسمبر من العام نفسه حتى سقطت المدينة في فبراير 1945 مما كبّد القوات الألمانية الموجودة بالمنطقة خسائر فادحة، ومع استمرار تدفّق القوات الألمانية من الجبهة الغربية شنّت ألمانيا عملية هجومية فاشلة عُرفت باسم عملية صحوة الربيع (بالألمانية: Unternehmen Frühlingserwachen) عند منطقة بحيرة بالاتون حيث كان الغرض من هذه العملية حماية أخر حقول إنتاج النفط الموجودة بالمنطقة التي مازالت تحت سيطرة قوات المحور وكذلك استعاد مدينة بوخارست وهما الهدفان الذان لم يتحقق أيا منهما.
خلال الفترة نفسها وفي نفس المساحة الزمنية تقدمت القوات السوفيتية داخل يوغوسلافيا وتمكنت من هزيمة القوات الألمانية في بلغراد بالتعاون مع عناصر من البارتيزان اليوغوسلاف والجبهة الوطنية البلغارية، ووفقا للتقارير السوفيتية بلغت خسائر ألمانيا والمجر في بودابست وحدها 49,000 قتيل و110,000 أسير و269 دبابة ومركبة مدرعة.

## قراءة مفصلة
- David M. Glantz, The Soviet‐German War 1941–45: Myths and Realities: A Survey Essay.